# Jan (Moșneguțu)
Jan, imię świeckie Ioan Moșneguțu (ur. 27 stycznia 1979 w Prajili) – mołdawski biskup prawosławny.

## Życiorys
Ukończył seminarium duchowne w Kiszyniowie (1996), a następnie Akademię Teologii Prawosławnej w Kiszyniowie (2000) i studia historyczne na Mołdawskim Uniwersytecie Państwowym, gdzie w 2007 uzyskał stopień magistra. W latach 2000–2006 pracował na różnych stanowiskach w eparchii kiszyniowskiej. 5 marca 2006 jako celibatariusz przyjął święcenia diakońskie z rąk metropolity kiszyniowskiego i całej Mołdawii Włodzimierza, w soborze Narodzenia Pańskiego w Kiszyniowie. 22 maja 2006 ten sam hierarcha udzielił mu święceń kapłańskich. Od 2007 do 2008 był p.o. proboszcza parafii św. Michała Archanioła w Cotiujenii Mari (rejon Șoldănești) oraz dziekana dekanatu Șoldănești.
Od 2007 zasiadał w eparchialnej komisji ds. cenzury i wydawnictw. 12 kwietnia 2008 w soborze Narodzenia Pańskiego w Kiszyniowie złożył wieczyste śluby mnisze przed metropolitą kiszyniowskim i całej Mołdawii Włodzimierzem, przyjmując imię zakonne Jan na cześć św. Jana Teologa. W maju tego samego roku został mianowany przełożonym Monasteru Herbowieckiego oraz rektorem prowadzonej przy nim szkoły psalmistów, we wrześniu natomiast otrzymał godność ihumena. Był delegatem eparchii Ungheni na Sobór Lokalny Rosyjskiego Kościoła Prawosławnego w 2009. W 2010 otrzymał godność archimandryty. W latach 2009–2012 zasiadał w sądzie kanonicznym metropolii kiszyniowskiej, od 2010 do 2013 był sekretarzem eparchii Ungheni, zaś od 2011 do 2013 wykładał teologię dogmatyczną w szkole duchownej w Ungheni. W 2014 został przeniesiony z Monasteru Herbowieckiego do klasztoru w Țipovej, gdzie również był przełożonym wspólnoty.
25 grudnia 2014 Święty Synod Rosyjskiego Kościoła Prawosławnego nominował go na biskupa sorockiego, wikariusza eparchii kiszyniowskiej. Jego chirotonia biskupia odbyła się 8 marca 2015 w monasterze Opieki Matki Bożej w Moskwie pod przewodnictwem patriarchy moskiewskiego i całej Rusi Cyryla.